# 建信君
建信君（？—？），出生年月不詳。戰國時期趙國趙王丹時期人，他身居趙國相邦之位，與趙悼倡后結黨營私，權傾朝野。同時，他又是一名商人。有一次，呂不韋受秦王所託來趙拜見建信君時，他覺得呂不韋態度甚為無禮，曾一度鄙視呂不韋。他大概活躍於公元前270年－前246年間，深受當時的趙惠文王及其子趙丹的信任，成為趙王的男寵。
據《或謂建信君之所以事王者》章所云：「君之所以事王者，色也」，可知其人實本為趙孝成王、趙悼襄王之男寵。
他是導致趙國末年政治敗壞的其一關鍵人物，另一位是太后趙悼倡后，長平一戰時，他極力阻止廉頗領兵出戰，向趙惠文王進言以趙括替其出征，結果四十萬趙兵慘被秦將白起坑殺，

## 文藝作品
有關建信君史料及文藝作品極少，其生卒年及姓名也不詳，主要來自戰國策《趙策》及沈長雲的《趙國史稿》。另外，網絡小說《秦帝英雄傳》中他以反派角色出現，並易名為郭從，與趙悼倡后勾結搗亂朝綱，導致趙國政治急劇腐敗，終為秦國所滅。
在香港作家黄易的小说《尋秦記》中,趙國巨鹿侯趙穆的原型便是建信君，在香港無線電視的同名电视剧中由李子雄飾演。